# 최영근 (1922년)
최영근(崔泳謹, 1922년 4월 24일 ~ 2004년 8월 13일)은 대한민국의 정치인이다. 제5·6·13대 국회의원을 지냈다. 호(號)는 우송(宇松)이다.

## 학력
- 서울대학교 법과대학 졸업

## 경력
- 보건사회부 정무차관
- 제일생명보험 사장
- 신민당 최고위원
- 민추협 부의장
- 평화민주당 수석부총재
- 평민당 당무지도위의장
- 평민당 총선 선거대책 본부장
- 국민회의 상임고문

## 역대 선거 결과
|  | 71.56% |

|  | 45.17% |

|  | 45.85% |

|  | 19.3% |